# Eudasyphora
Eudasyphora – liczny rodzaj muchówek z rodziny muchowatych (Muscidae).

## Wybrane gatunki
- E. canadiana Cuny, 1980
- E. cordilleriana Cuny, 1980
- E. kempi Aubertin & Emden, 1965
- E. cyanella (Meigen, 1826)
- E. cyanicolor (Zetterstedt, 1845)
- E. zimini (Hennig, 1963)